# Контрада Виња ла Ноче (Потенца)
Контрада Виња ла Ноче (итал. Contrada Vigna la Noce) је насеље у Италији у округу Потенца, региону Базиликата.
Према процени из 2011. у насељу је живело 36 становника. Насеље се налази на надморској висини од 703 м.